# Klaus Schuster
Klaus Schuster, avstrijski avtor strokovnih knjig, upravni svetovalec in nekdanji menedžer, * 11. julij 1963, Bruck an der Mur.

## Življenje
Po izobraževanju in delu v trgovini z elektrotehniko od leta 1978 do leta 1992 na avstrijskem Štajerskem je začel s kariero kot bančnik, ki jo je nadaljeval na področju menedžmenta leta 2001 pri Österreichische Volksbanken AG, ÖVAG. Med letoma 2001 in 2003 je bil član uprave Volksbank Slovenije (ÖVAG skupina).
Od leta 2003 do 2006 je bil odgovoren za prevzem srbske Trust Banke ter vzpostavitev Volksbank Srbije. Hkrati je kot član uprave vodil naslednja področja: organizacija, IT, poslovanje s fizičnimi osebami, kontroling, računovodstvo, produktni menedžment, marketing in človeški viri.
Od septembra 2007 do novembra 2011 je bil Schuster član uprave slovenskega Združenja Manager, kjer je ustanovil sekcijo tujih menedžerjev, katere prvi predsednik je bil.
Novembra 2006 je v Ljubljani ustanovil svoje podjetje. Od takrat svetuje, trenira in coacha vodilne kadre vseh nivojev in panog.
Njegove strokovne knjige s področja menedžmenta so izšle v štirih jezikih: v nemščini, slovenščini, češčini in madžarščini.
Na IEDC - Poslovni šoli Bled je pridobil naziv MBA. Leta 2011 so mu podelili nagrado Alumni Achievement Award.

## Dela
- 11 menedžerskih grehov, ki bi se jim morali izogniti. Kako se vodilni kadri spravijo ob kariero, razum, zakonskega partnerja in veselje, Založba Časnik Finance, D.O.O., 18.3.2010, ISBN: 978-961-6541-30-5
- Upaj si postati supermenedžer! Sedem presenetljivih vodstvenih načel za pogumne menedžerje, Založba Časnik Finance, D.O.O., 29.9.2011, ISBN: 978-961-6541-37-4
- Se ne greš več?« Več veselja in motivacije v menedžmentu, Založba Delo, d.d., Ljubljana, 21.6.2012, ISBN: 978-961-6570-48-0